# 43e corps d'armée (Allemagne)
Pour les articles homonymes, voir 43e corps d'armée.
Le 43e corps d'armée (en allemand : XXXXIII. Armeekorps) était un corps d'armée de l'armée de terre allemande, la Heer, au sein de la Wehrmacht, pendant la Seconde Guerre mondiale.

## Hiérarchie des unités
La Heer se subdivise en «Heeresgruppen» :
| Nom          | Nbre d'hommes       | Unités subalternes                | Grade de commandement                 |
| ------------ | ------------------- | --------------------------------- | ------------------------------------- |
| Heeresgruppe | + 300 000           | 2 à + Armeen (Armées)             | Generaloberst ou Generalfeldmarschall |
| Armee        | + 100 000 - 300 000 | 2 à + Armeekorps (Corps d'armées) | General ou Generaloberst              |
| Armeekorps   | + 30 000 - 80 000   | 2 à + Divisionen (Division)       | Generalleutnant ou General            |
| Division     | + 10 000 – 20 000   | 2 à 6 Brigaden (Brigade)          | Generalmajor ou Generalleutnant       |
| Brigade      | + 3 000 – 5 000     | jusqu'à 3 Regimentern (Régiment)  | Oberst ou Generalmajor                |

## Historique
Le XXXXIII. Armeekorps a été créé le 15 avril 1940 à Hanovre dans le Wehrkreis XVI.
En 1940, il participe à la bataille de France, puis à partir de juin 1941, il se bat pendant l'opération Barbarossa.

Il reste sur le Front de l'Est jusqu'en avril 1945, date de sa retraite vers la Hongrie, puis l'Autriche où il finit la guerre.

## Organisation

### Commandants successifs
| Date                               | Grade                      | Commandant               |
| ---------------------------------- | -------------------------- | ------------------------ |
| Fin avril 1940 - 31 mai 1940       | Generalleutnant            | Hermann Ritter von Speck |
| 31 mai 1940 - 17 juin 1940         | Generalleutnant            | Franz Böhme              |
| 17 juin 1940 - 20 janvier 1942     | General der Infanterie     | Gotthard Heinrici        |
| 20 janvier 1942 - 1er février 1942 | Generalleutnant            | Gerhard Berthold         |
| 1er février 1942 - 28 juin 1942    | General der Infanterie     | Kurt Brennecke           |
| 28 juin 1942 - 15 août 1942        | General der Infanterie     | Joachim von Kortzfleisch |
| 15 août 1942 - 23 janvier 1943     | General der Infanterie     | Kurt Brennecke           |
| 24 janvier 1943 - 25 mars 1944     | General der Infanterie     | Karl von Oven            |
| 25 mars 1944 - 3 septembre 1944    | General der Infanterie     | Ehrenfried-Oskar Boege   |
| 3 septembre 1944 - 20 avril 1945   | General der Gebirgstruppen | Kurt Versock             |
| 20 avril 1945 - 8 mai 1945         | General der Infanterie     | Arthur Kullmer           |

### Chef des Generalstabes
| Date                                | Grade               | Commandant       |
| ----------------------------------- | ------------------- | ---------------- |
| 20 avril 1940 - 24 avril 1942       | Oberst i.G.         | Friedrich Schulz |
| 24 avril 1942 - 31 octobre 1943     | Oberst i.G.         | Edmund Blaurock  |
| 1er novembre 1943 - 10 février 1945 | Oberst i.G.         | Wilhelm Hetzel   |
| 10 février 1945 - Mai 1945          | Oberstleutnant i.G. | Kurt Schuster    |

### 1. Generalstabsoffizier (Ia)
| Date                        | Grade               | Commandant              |
| --------------------------- | ------------------- | ----------------------- |
| Avril 1940 - Décembre 1942  | Oberstleutnant i.G. | Wilhelm Knüppel         |
| Décembre 1942 - Août 1943   | Major i.G.          | Emil Lorenz             |
| Août 1943 - Août 1944       | Major i.G.          | Richard Lang            |
| 15 août 1944 - Février 1945 | Major i.G           | Hans-Joachim von Raison |
| 1er mars 1945 - Mai 1945    | Major i.G.          | Eßbach                  |

## Théâtres d'opérations
- France : Mai 1940 - Juin 1941
- Front de l'Est, secteur Centre : Juin 1941 - Octobre 1943
- Front de l'Est, secteur Est : Octobre 1943 - Avril 1945
- Hongrie  et Autriche : Avril 1945 - Mai 1945

## Ordre de batailles

### Rattachement d'Armées
| Date        | Armée                 | Groupe d'Armées          |
| ----------- | --------------------- | ------------------------ |
| 1940        |                       |                          |
| Juin        | 9. Armee              | Heeresgruppe B           |
| juillet     | 16. Armee             | Heeresgruppe A           |
| Août        | 9. Armee              | Heeresgruppe A           |
| 1941        |                       |                          |
| Janvier     | 9. Armee              | Heeresgruppe A           |
| Mai         | 4. Armee              | Heeresgruppe B           |
| 22 juin     | 4. Armee              | Heeresgruppe Mitte       |
| Août        | 2. Armee              | Heeresgruppe Mitte       |
| 19 octobre  | 2. Panzerarmee        | Heeresgruppe Mitte       |
| 20 octobre  | 4. Armee              | Heeresgruppe Mitte       |
| 26 octobre  | 2. Panzerarmee        | Heeresgruppe Mitte       |
| 19 décembre | 4. Armee              | Heeresgruppe Mitte       |
| 1942        |                       |                          |
| 1er janvier | 4. Armee              | Heeresgruppe Mitte       |
| 1943        |                       |                          |
| 1er janvier | 4. Armee              | Heeresgruppe Mitte       |
| Avril       | 3. Panzerarmee        | Heeresgruppe Mitte       |
| Août        | 16. Armee             | Heeresgruppe Nord        |
| 1944        |                       |                          |
| Janvier     | 16. Armee             | Heeresgruppe Nord        |
| Avril       | Armee-Abteilung Narwa | Heeresgruppe Nord        |
| Août        | 16. Armee             | Heeresgruppe Nordkurland |
| 1945        |                       |                          |
| Janvier     | 16. Armee             | Heeresgruppe Nord        |
| Février     | 16. Armee             | Heeresgruppe Kurland     |
| Avril       | 8. Armee              | Heeresgruppe Süd         |
| Mai         | 8. Armee              | Heeresgruppe Ostmark     |

### Unités subordonnées

#### Unités organiques
- Arko 108
- Korps-Nachrichten-Abteilung 443
- Korps-Kartenstelle 443
- Feldgendarmerie-Trupp 443
- Korps-Nachschubtruppen 443

#### Unités rattachées
5 juin 1940
- 88. Infanterie-Division
- 96. Infanterie-Division

16 juin 1940
- 88. Infanterie-Division
- 96. Infanterie-Division
- 292. Infanterie-Division

1er novembre 1940
- 170. Infanterie-Division
- 57. Infanterie-Division

10 août 1941
- 267. Infanterie-Division
- 134. Infanterie-Division
- 260. Infanterie-Division

20 août 1941
- 34. Infanterie-Division
- 258. Infanterie-Division

24 août 1941
- 131. Infanterie-Division
- 112. Infanterie-Division

2 octobre 1941
- 52. Infanterie-Division
- 131. Infanterie-Division

2 janvier 1942
- 137. Infanterie-Division
- Polizei-Regiment
- 31. Infanterie-Division
- SS-Regiment 4
- 131. Infanterie-Division
- 52. Infanterie-Division

3 février 1942
- 31. Infanterie-Division
- 131. Infanterie-Division

24 juin 1942
- 31. Infanterie-Division
- 201. Sicherungs-Division
- 34. Infanterie-Division
- 137. Infanterie-Division

22 décembre 1942
- 34. Infanterie-Division
- 137. Infanterie-Division
- 263. Infanterie-Division

7 juillet 1943
- 20. Panzer-Grenadier-Division
- 205. Infanterie-Division

1er août 1943
- 223. Infanterie-Division
- 205. Infanterie-Division
- 83. Infanterie-Division

6 septembre 1943
- 205. Infanterie-Division
- 83. Infanterie-Division

24 novembre 1943
- 205. Infanterie-Division
- 83. Infanterie-Division
- 263. Infanterie-Division

5 janvier 1944
- 263. Infanterie-Division
- 58. Infanterie-Division
- 122. Infanterie-Division
- 205. Infanterie-Division
- 83. Infanterie-Division
- 69. Infanterie-Division
- 23. Infanterie-Division

15 février 1944
- 263. Infanterie-Division
- 205. Infanterie-Division
- Kampfgruppe 69. Infanterie-Division
- Kampfgruppe 23. Infanterie-Division

20 mars 1944
- 170. Infanterie-Division
- 61. Infanterie-Division
- Panzer-Grenadier-Division Feldherrnhalle
- 227. Infanterie-Division
- 11. Infanterie-Division

3 avril 1944
- 170. Infanterie-Division
- 61. Infanterie-Division
- Panzer-Grenadier-Division Feldherrnhalle
- 227. Infanterie-Division
- 122. Infanterie-Division
- Gruppe von Strachwitz

12 avril 1944
- 170. Infanterie-Division
- 61. Infanterie-Division
- 227. Infanterie-Division
- 122. Infanterie-Division
- Panzer-Grenadier-Division Feldherrnhalle

18 avril 1944
- 170. Infanterie-Division
- 61. Infanterie-Division
- 227. Infanterie-Division
- 122. Infanterie-Division
- Panzer-Grenadier-Division Feldherrnhalle
- Panzer-Verband Graf von Strachwitz

30 août 1944
- 389. Infanterie-Division
- 205. Infanterie-Division
- 225. Infanterie-Division
- 58. Infanterie-Division

16 septembre 1944
- 58. Infanterie-Division
- 225. Infanterie-Division
- 389. Infanterie-Division

1er mars 1945
- Kommandant Küste
- Gruppe Ost
- Stab Sicherungs-Division z.b.V. 207
- Gruppe Nord, Gruppe Nordwest
- Festungs-Kommandant Windau
- Gruppe Südwest

## Sources
- XXXXIII. Armeekorps sur Lexikon-der-wehrmacht.de